# Muro Leccese
Muro Leccese es una localidad italiana de la provincia de Lecce, región de Puglia, con 5.187 habitantes.

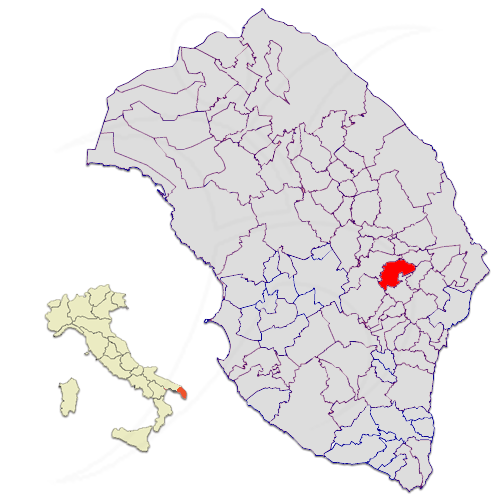
Ubicación de la ciudad de Muro Leccese dentro de la provincia de Lecce.

## Evolución demográfica
| Gráfica de evolución demográfica de Muro Leccese entre 1861 y 2001 |
|                                                                    |
| Fuente ISTAT - elaboración gráfica de Wikipedia                    |